# Megogo

Мобільний застосунок

Megogo (Меґоґо) — компанія з головним офісом у Києві, що пропонує послуги потокового мультимедіа в OTT-сервісі для перегляду телебачення, кіно, спортивних трансляцій, освітнього контенту, аудіо. Із каталогом у понад 200 тис. годин контенту, серед яких 20 тис. одиниць українською та 10 тис. одиниць безкоштовного контенту, найбільша частка користувачів медіасервісу припадає на Україну, менше на Казахстан, країни Балтії та інші.

## Опис
Ресурс має понад 400 інтерактивних каналів; фільми, серіали та мультфільми від FOX, BBC, Paramount Pictures, Sony Pictures, Universal Pictures, Walt Disney, Warner Bros. та інших; аудіокниги та подкасти; освітні програми.
Megogo має низку ексклюзивних прав на трансляцію спортивних подій, серед яких: Ліга націй УЄФА та матчі збірної України, Ліга чемпіонів УЄФА, Ліга Європи УЄФА, Ліга конференцій УЄФА, Ла Ліга, Серія А, Ліга 1, Прімейра-ліга, Кубок і Суперкубок Іспанії, Кубки Італії і Німеччини, Кубок Португальської Ліги, бокс від K2 Promotions та Top Rank.
До 2016 року компанія позиціонувала себе як «найбільший у світі відеосервіс для російськомовної аудиторії». У вересні 2020 року сервіс змінив позиціонування, сфокусувавшись на сімейному відпочинку.
Джерела монетизації: реклама, передплата, поштучний продаж контенту.
Сервіс працює на Smart TV, медіаплеєрах, Apple TV і Android TV, смартфонах, планшетах, комп'ютерах, ігрових приставках, має застосунок для Apple CarPlay та Android Auto. Частина VOD-контенту доступна для завантаження та перегляду в застосунку без інтернету.

## Історія
Сервіс розпочав роботу 22 листопада 2011 року в Києві. З моменту заснування мав лише вебверсію. У квітні 2011 року сайт було адаптовано для перегляду відео на мобільних пристроях. Згодом з'явився перший застосунок для Smart TV.
На той час у каталозі було 5 тисяч фільмів, переважно радянські російськомовні, російські або старі американські та європейські фільми. У січні 2012 року міліція Києва провела обшук в офісі компанії, вважаючи його частиною файлообмінника EX.UA, компанії заперечили зв'язок між собою.
У травні 2012 року відкрито представництва в Білорусі та Латвії. У серпні весь відеоконтент став доступний користувачам російської соцмережі VK. У вересні вийшов застосунок для пристроїв на Android, а в жовтні — для iOS.
2012 року LG і Megogo запустили сервіс безплатного онлайн-доступу до фільмів на телевізорах зі Smart TV. У березні 2012 року заявлена щомісячна відвідуваність ресурсу становила 4,5 млн відвідувачів, у липні 2012 — 9,6 млн, у лютому 2013 — 20 млн, у серпні 2014 — 28 млн, у лютому 2015 — 32 млн, у вересні 2016 — 40 млн.
У червні 2013 року випущено застосунок для пристроїв Pocketbook і для браузерів Google Chrome.
Наприкінці 2014 року проєкт почав працювати в Чехії, 2016 року — у Словаччині. У жовтні сервіс запустив ініціативу «Дивись як чутно» для перегляду контенту глядачам із порушеннями слуху з перекладом жестовою мовою, а також — із проблемами зору з аудіоописом. Окремо створено інтерактивні канали «Дивись як чутно» та «Кіно звучить».
2015 року запущено платне телебачення з трансляцією каналів під брендом «Megogo-TV». У травні 2016 року почалося створення власного контенту: 28-серійний мультсеріал про козаків. Улітку 2016 року почато трансляцію спортивно-культурних заходів наживо.

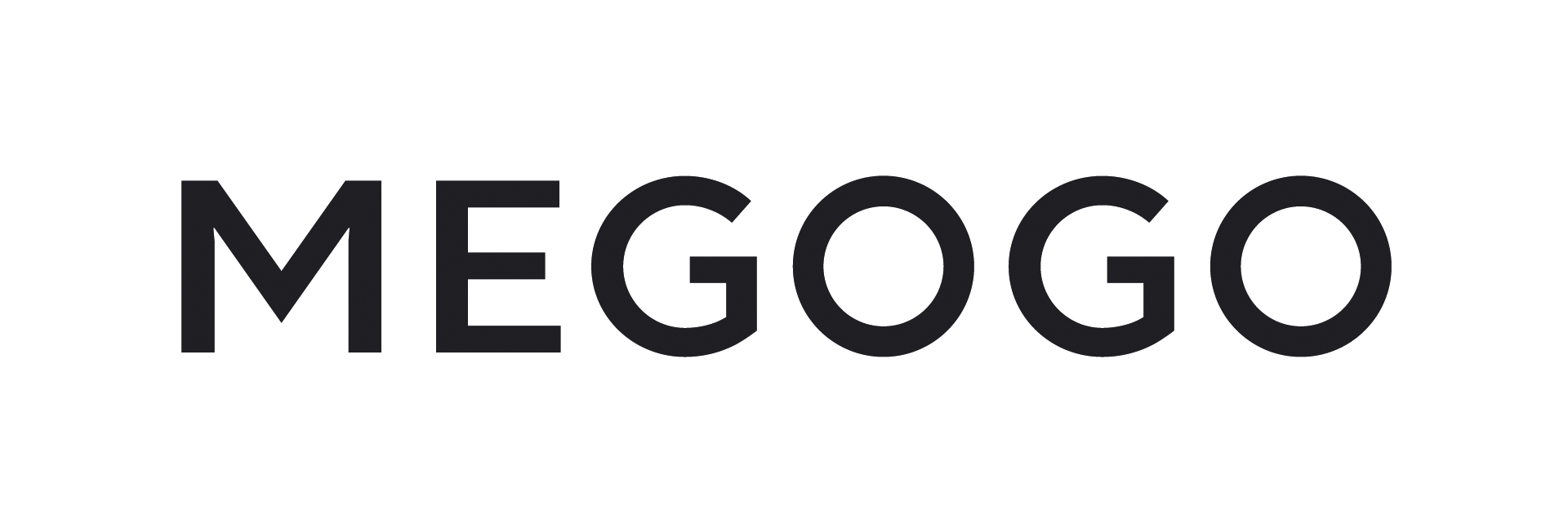
Логотип Megogo (2015-2017)

Наприкінці 2015 року створено застосунок віртуальної реальності для перегляду фільмів, що працює на деяких моделях мобільних пристроїв.
У травні 2016 року компанія створила 28-серійний мультсеріал про козаків. У липні з'явився напрям «Megogo LIVE», який займався трансляціями спортивних і культурних подій. 2018 року проєкт було переформатовано в молодіжний музичний канал з тією ж назвою. У листопаді почалася трансляція фільмів у HDR, у квітні 2017 року компанія представила приставку Megogo Box. Застосунок для Apple TV увійшов у колекцію «Найкраще 2016» в App Store. 2017 та 2018 року застосунок входив до ТОП-10 найпопулярніших за версією Google. Компанія почала виробляти власний відеоконтент, транслюючи культурні та спортивні події, виступи оркестрів, фестивалі тощо.

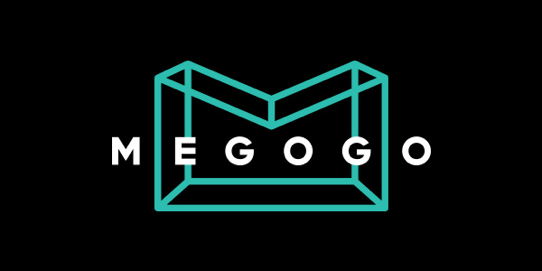
2017 року було оновлено логотип

2017 року сервіс був звинувачений у мережі «Фейсбук» у поширенні мультфільму «Бджолографія», де тимчасово окупований Росією Крим було зображено як частину РФ.
На початку 2019 року на платформі з'явився спортивний канал — Megogo Футбол, що транслює матчі та огляди європейських чемпіонатів: La Liga (Іспанія), Liga 1 (Франція), Bundesliga (Німеччина), АПЛ (Англія)..
У лютому 2019 року на Megogo з'явилась можливість перегляду фільмів без підключення до інтернету. Одразу після попереднього завантаження файлу глядач зможе дивитись контент будь-де з відсутнім інтернет-сигналом.
У грудні 2019 року компанія запустила Megogo Audio, що пропонує аудіокниги та подкасти на смартфонах на базі iOS і Android, а також в автомобілях з аудіосистемою Apple CarPlay і Android Auto. У травні 2020 року сервіс відкрив для подкастерів можливість завантажувати потокові аудіофайли.
Навесні 2020 року з'явився розділ з іграми на Smart TV. У липні 2020 року Megogo підписав меморандум про співпрацю з Міністерством цифрової трансформації України. Почато виробництво аудіокниг, переважно сучасної української літератури. Розділ «Megogo Audio» (аудіокниги та подкасти) став доступним в автомобілях з Android Auto та Apple CarPlay.
У листопаді 2020 Megogo виграв тендер на показ в Україні футбольних єврокубків на 2021—2024 роки, запустив освітні проєкти та аудіонапрями, почав розвивати ігровий сегмент.
У січні 2021 року оголошено про отримання прав від УЄФА на показ сезонів Ліги чемпіонів УЄФА, Ліги Європи УЄФА та Ліги конференцій УЄФА до 2024 року. Уперше в історії України тендер на показ матчів європейських клубів виграв OTT-сервіс.
У лютому 2021 року платформа почала створення аудіосеріалів, перший з яких розповідає про Куренівську трагедію у Києві. Запустив студію озвучування «Megogo Voice» з фокусом на україномовній озвучці.
У жовтні 2021 року проведено трансляцію бою за системою pay-per-view та запущено власну студію озвучування «Megogo Voice».
У лютому 2022 року Megogo видалив російський контент та закрив доступ до сервісу в Росії. З початку повномасштабного вторгнення сервіс відкрив безкоштовний доступ до деяких українських телеканалів, більшість з яких є у відкритому доступі на YouTube. Серед них: «UA: Перший», «1+1», «ICTV», «УНІАН ТБ», «Україна 24», «5 канал», «24 Канал», «Рада», «Інтер», BBC World News. Пізніше компанія з ЮНІСЕФ та Міністерством освіти й науки України запустили дитячий онлайн-садок «Нумо» з освітніми відеозаняттями для дітей 3-6 років.
У квітні 2022 року компанія поповнила бібліотеку безоплатного аудіоконтенту, включно з 20 аудіокнижками, поетичними збірками та казками. Також безкоштовно було відкрито доступ до понад 300 фільмів, 250 мультфільмів і 250 серіалів.
У лютому 2023 відкрито офіс у Варшаві, у вересні почав роботу розділ “Освіта”.
У березні 2024-го сервіс почав роботу в Румунії. У серпні канал «Megogo Спорт» почав мовлення в МХ-7, він доступний безкоштовно у цифровій мережі Т2. Того ж року канал почав транслювати в Т2, зокрема, матчі збірної України в Лізі націй УЄФА, обрані ігри Ліги чемпіонів УЄФА, Ліги Європи УЄФА та Ліги конференцій УЄФА, Ла Ліги, Серії А, Ліги 1 та деяких інших турнірів. У листопаді Megogo, Netflix і Setanta Sports оголосили про партнерство в Україні та створення спільного пакету Megopack XL, який дозволив передплатникам отримати доступ до трьох сервісів в одній передплаті.

## Контент
Контент доступний багатьма мовами, у тому числі українською, російською, англійською, німецькою, французькою, латиською, литовською, естонською, грузинською, турецькою, польською та ін.
У лютому 2013 року компанія підписала контракт з BBC, придбавши 300 годин відеопродукції, включно з документальним фільмом «Планета людей», фільмом «Заморожена планета» Девіда Аттенборо та серіалами «Лютер», «Шерлок» і «Привиди».
У березні 2013 року запущено російською та англійською мовами новинний телеканал Euronews.
У березні 2013 року створено розділ «Економіка» російською та англійською мовами від швейцарської компанії Dukascopy Bank SA, з відеоновинами економіки.
У жовтні 2016 створено канал «Дивись, як чутно» («рос. Смотри как слышно»), де весь контент транслюється з російським сурдоперекладом.
У червні 2017 року сервіс випустив російськомовний тревел-проєкт власного виробництва «Даша на хвилі» (8 епізодів).
2018 року підписано угоди на показ бібліотек SVOD-контенту PictureBox та Amediateka.
У грудні 2019 року створено розділ аудіо з аудіокнижками та подкастами. На той момент серед аудіоконтенту частка української мови становила 15 %, але компанія заявила про плани збільшити його до 40 % протягом наступного року.
У червні медіасервіс почав співпрацю з виробником кіберспортивного контенту Maincast. У липні почато власне виробництво аудіокниг, першими стали збірки короткої прози «Можливо, завтра» та «Безодня» української письменниці та режисерки Марисі Нікітюк, озвучені авторкою.
У 2020 році повідомив про придбання ексклюзивних прав на показ в Україні подій американської боксерської промоутерської компанії Top Rank. Згодом медіасервіс почав стратегічне партнерство з K2 Promotions Ukraine, заснованої братами Кличками. Глядачам сервісу стали доступні ексклюзивні трансляції поєдинків за участі українських титулованих професійних боксерів.
Восени 2020 року почато виробництво серіалу в партнерстві з 1+1 Media. У грудні 2021 року на сервісі з'явилося власне розважальне шоу «Новорічний переполох у готелі» за участі українських музикантів Аліни Паш, Дантеса, Дорофєєвої та інших.
2020 року Discovery та Megogo оголосили про партнерство й надання доступу до контенту Discovery+ в Україні та на 12 ринках східної Європи й Азії.
У 2020 році проєкт MEGOGO Audio отримав нагороду Telecom Awards 2020 та став «Рішенням року в області медіа» й запустив майданчик для дистрибуції зовнішніх подкастів.
2021 року підписано угоду з 1+1 Media на показ бібліотеки SVOD-контенту Paramount+.
На термін з кінця квітня по кінець листопада 2021 року з Megogo було вилучено контент Amediateka за вимогою правовласника.
На початку 2022 року Megogo вилучили контент more.tv, Start, viju та сторонній контент російського виробництва.
У кінці 2022 року створив різдвяний музичний фільм «Колядки на Кудрявці».
На початку 2023 року з Megogo остаточно вилучено контент Amediateka у зв'язку завершенням дії субліцензії Медіа Групи Україна.
На початку 2023 року почалося виробництво аудіоверсій кінострічок. Це аудіодоріжки фільмів, доповнені описами дій, які відбуваються на екрані. Таким чином можна слухати фільми без візуального супроводу.
2023 року підписано угоду з Warner Bros. Discovery на показ бібліотеки телемережі HBO та обраного контенту онлайн-кінотеатру Max в Азербайджані, Вірменії, Казахстані, Киргизстані, Таджикистані, Туркменістані та Узбекистані і ексклюзивно в Україні до кінця 2025 року.
У жовтні 2023 року на медіасервісі з'явився каталог фільмів Sony Pictures.
За 2023 рік Megogo проінвестував в озвучення українською мовою майже $1 млн. Власна студія MEGOGO VOICE за весь час існування підготувала 850 годин контенту українською. 76 % каталогу на платформі станом на травень 2024 року мав український звук.  
Восени 2023-го МОН, Мінцифри та Megogo запустили проєкт, опублікувавши у вільному доступі аудіоверсії 250 творів української літератури зі шкільної програми.
У червні 2024-го Megogo продовжив ексклюзивні права на показ в Україні футбольних єврокубкових турнірів УЄФА до сезону 2026/27.
Влітку 2024 на сервісі відкрився безплатний розділ для навчання «Цивільна підготовка».
У серпні 2024-го медіасервіс продовжив права на трансляцію італійської Серії А, Кубка Італії, Суперкубка Італії та французької Ліги 1 до 2029 року.
Взимку 2024 року MEGOGO створив святкове шоу «Мрій» за участі MONATIK, Nazva, Brykulets, Jerry Heil та інших.
Протягом 2024 року до бібліотеки додано 6 тис. одиниць контенту у VOD та LIVE. Компанія виділила 38 млн грн на українськомовне озвучення[джерело?]. На студії MEGOGO VOICE та у співпраці з партнерами створено 3 825 годин озвучки українською для фільмового, серіального, дитячого та іншого контенту.

## Україна
Сервіс почав роботу 22 листопада 2011 року в Києві. Із самого початку медіасервіс мав лише вебверсію, а через кілька місяців сайт було адаптовано під мобільні пристрої, і вже згодом з'явився перший застосунок для Smart TV.
Від заснування сервіс акцентувався на російськомовних жителях України. Наприклад, сервіс транслював Літні Олімпійські ігри 2012 року російською. У квітні 2013 року з'явилась українськомовна версія сайту.
Наприкінці 2017 року сервіс почав прямі трансляції футбольних чемпіонатів Європи, а в січні 2019 року запустив окремий телеканал для користувачів з України — «Megogo Футбол».
2018 року сервіс визнано найкращим проєктом платного телебачення (Pay TV) в Україні Навесні 2018 року Київстар спільно із сервісом запустили стримінговий сервіс Kyivstar Go TV.
У червні 2019 році на річковому вокзалі Києва за сприяння сервісу Megogo відкрили безкоштовний кінотеатр на 70 місць. Улітку 2019 року Megogo Live представив на фестивалі Atlas Weekend власну сцену, виступи з якої транслювалися на платформі.
Наприкінці 2019 року компанія запустила серію з п'яти безкоштовних технологічних майстер-класів Megogo IT&Media Marathon, кожен з яких розповідав про інноваційний продукт від ідеї до його реалізації.
У квітні 2020 року медіасервіс долучився до освітнього проєкту Офісу Президента України, Міністерства освіти та науки, Комітету ВРУ з питань освіти, науки та інновацій і громадської спілки «Освіторія» — «Всеукраїнська школа онлайн».
У липні 2020 року почато співпрацю з Міністерством цифрової трансформації України. У результаті Megogo став першим майданчиком, окрім платформи Дія. Цифрова освіта, на якому стали доступними освітні серіали з цифрової грамотності. Згодом на Megogo з'явились уроки «Всеукраїнської школи онлайн» жестовою мовою. Над новим перекладом працювала команда соціальної ініціативи «Дивись як чутно», що створена медіасервісом  Megogo.
У листопаді 2020 року медіасервіс із Міністерством цифрової трансформації запустили серію подкастів за мотивами освітніх серіалів із цифрової грамотності.
У жовтні 2021 року команда проєкту MEGOGO Audio заснувала щорічну аудіопремію «Слушно» для відзнаки українських подкастерів і розвитку подкаст-ринку.
У грудні 2022 року заснував музичну премію Megogo Music Awards від каналу Megogo Live. У 2024 році премія впровадила можливість підтримувати артистів і водночас допомагати захисникам. Донати через «Конверт» від ПриватБанку та Mastercard спрямовувалися до проєкту «Птахи» фонду «Відчуй» для медичної допомоги військовим.
До річниці повномасштабного вторгнення презентував аудіосеріал «Опір». Це спеціальний проєкт медіасервісу, що оповідає історії українців, які після 24 лютого стали до лав ЗСУ для захисту Ірпеня від російської навали в лютому-березні 2022 року.
Спільно з ООН Жінки в Україні та Українського інституту в березні випустив Жіночий маніфест «Ти є велика сила» за участі українських співачок Круть, Крихітка, Тонка та ROXOLANA. Відео зібрало 130 тис. переглядів на YouTube (станом на травень 2023 року). Пісня стала саундтреком до Women in Arts. The Resistance — премії, заснованої 2019 року ООН Жінки в Україні та Українським інститутом у межах руху солідарності за гендерну рівність HeForShe.
У березні 2023 року став офіційним мовником на відбірковий цикл до Євро-2024.
У квітні вийшов документальний 6-серійний фільм власного виробництва «Воїни» про захисників України.
Навесні 2024 року медіасервіс заснував MEGOGO AI FILM FEST задля підтримки української спільноти творців та популяризування використання новітніх технологій ШІ для створення фільмів та анімацій.
У 2024-му медіасервіс став офіційним мовником Євро-2024 і Ліги націй в Україні, двох боїв за титул об’єднаного чемпіона світу з боксу в надважкій вазі Усик – Ф'юрі та Усик – Ф’юрі 2, а також бою за титул чемпіона світу в легкій вазі Берінчик – Наваретте.
У липні-серпні MEGOGO у партнерстві з Warner Bros. Discovery транслював наживо Олімпійські ігри в Парижі з коментарями українською мовою для деяких змагань.

## Інші країни

### Білорусь
Сервіс працює в Білорусі з 2012 року й має там представництво.
2018 рік — VOKA і Megogo запустили спільний пакет «VOKA ТВ і Megogo».
2018 рік — компанія LG Electronics і Megogo оголосили про запуск LG Плюс Канали.
2020 рік — білоруським користувачам відкрився доступ до преміумпакету каналів Viasat.
2022 року компанія припинила роботу в Білорусі.

### Казахстан
Сервіс працює в Казахстані з жовтня 2012 року й має там представництво.
2018 року на сервісі було розміщено 150 фільмів студії «Казахфільм».
2019 року Megogo та інтернет-компанія Altel почали співпрацю в рамках послуги «ALTEL TV»: з'явилась можливість підключення медіасервісу без тарифікації трафіку.
2022 року на сервісі опубліковано аудіпроєкти казахською: подкаст про казахських ханів Khancast і «Казки на ніч» для дітей.

### Узбекистан
В Узбекистані сервіс працює з 2011 року. У травні 2022 року в країні запустили розділ з 30 телеканалами.

### Молдова
Сервіс працює в Молдові з 2011 року. 2015 року заявлена аудиторія становила 400 тис. глядачів на місяць.
Весною 2016 року сервіс став найупізнаванішим телекомунікаційним брендом у Молдові й отримав нагороду Notorium 2016.
2017 року сервіс став лауреатом народної премії Notorium у категорії «ТБ комунікації» вдруге.

### Польща
Сервіс працює в Польщі з лютого 2023 року. У країні запустили такі передплати телеканалів, як «Стартова», «Оптимальна» та «Максимальна», а також «ТБ і Кіно UA». Пакети охоплюють велику телевізійну пропозицію польського ринку. Офіс компанії у Варшаві очолив Артур Пацула, який раніше працював у Walt Disney Company, Sony Music Polska та Solopan.
У березні 2023 року Megogo додав канали Walt Disney та Grupy Kino Polska, почав співпрацю з Kino Świat.
2024 року сервіс став ексклюзивним мовником Кубку Африканських націй 2023 та Cave MMA на території Польщі. За 1,5 роки сервіс набрав майже 5 млн користувачів у країні.

### Румунія
У березні 2024 року сервіс почав роботу в Румунії в сфері онлайн-телебаченні.

## Критика
2017 року стало відомо, що на VOD-платформі Megogo міститься відеопродукція (мультфільм «Пчелография»), де Крим зображено як частину Росії. Станом на березень 2020 року згаданий відеоконтент був недоступним для жителів України.
У грудні 2018 року міністр молоді та спорту Павло Булгак виявив, що на сайті Megogo опис українського мінісеріалу «Гвардія» відрізнявся для української та російської версій. Для російського ринку в описі була фраза «громадянська війна» на означення російсько-української війни на Сході України. Опис було виправлено, сервіс пояснив її діями підрядників.

## Доступність за регіонами
- Користувачі з таких країн мають доступ до контенту безкоштовно з рекламою або за передплатою: Азербайджан, Вірменія, Грузія, Естонія, Казахстан, Киргизстан, Латвія, Литва, Молдова, Таджикистан, Туркменістан, Узбекистан, Україна
- Користувачі з решти країн світу мають доступ до невеликої частини контенту Megogo безкоштовно з рекламою та всього контенту за передплатою

## Соціальна відповідальність
2014 — запущено проєкт «Дивись як чутно» для перегляду відеоконтенту людям з порушеннями слуху. У межах проєкту на платформі Megogo є окремий розділ з продуктами, що мають переклад жестовою мовою, а також запущено інтерактивний канал «Дивись як чутно», що має контент для глядачів різного віку. Згодом проєкт почав створювати аудіоописи для глядачів, що мають порушення зору, додаючи їх до відео. Такий контент має відповідне маркування. Крім того, на медіасервісі мовить канал «Кіно звучить», який пропонує фільми з аудіоописом. До Дня закоханих 2022 року соціальна ініціатива спільно з агенцією «Капітан Київ» провели тематичну екскурсію жестовою мовою для людей з порушеннями слуху.
«Дивись як чутно» проводить театральні вистави з перекладом жестовою мовою та аудіоописом, екскурсійні програми з перекладом жестовою мовою, виступи українських артистів з перекладом жестовою мовою, зокрема гуртів: ADAM, ВГНВЖ, ТНМК, Друга Ріка, 5'nizza, Крихітка, Оксана Муха.
2021 року проєкт забезпечував переклад жестовою мовою виступів артистів на головних сценах фестивалів Atlas Weekend і Respublika Fest.
2022 року запустили проєкт власного виробництва «Портал психології» та технічну підтримку жестовою мовою.
З лютого 2023 року MEGOGO вперше в Україні почав показувати футбольні матчі жестовою мовою.
У 2024 році проєкт забезпечив переклад жестовою мовою новинок та культових серіалів HBO «Дім Дракона: 2 сезон» та «Дюна: Пророцтво». До адаптованого контенту увійшли також музичний проєкт «Чуйно» та навчальні курси від Projector. За рік команда проєкту переклала жестовою мовою 63 спортивні трансляції, а платформа запропонувала 52 720 хвилин контенту з аудіоописом та 58 080 хвилин з перекладом жестовою мовою.
Також у 2024 році було підписано декларацію про співпрацю з ГО «Бізнес без бар’єрів» – спільнота компаній, згуртованих навколо ініціативи першої леді України Олени Зеленської «Без бар’єрів».

## Благодійність
2022—2023 — компанія збирала кошти для потреб ЗСУ, «Армії Дронів» та лікарень. Партнерами зборів були: Usyk Foundation, Фонд Сергія Притули та UNITED24.
З березня по травень 2023 року разом із БФ Андрія Хливнюка та WOG компанія запустила проєкт «Megaкава донатить на „крила“», для збору на БПЛА PUNISHER.
В травні 2023 року Megogo почав співпрацю з благодійним фондом UAnimals, з яким запустили проєкт «Кіно з майбутнього».
На сайті Megogo є передплата «Максимальна + Благодійність», до якої входить 414 каналів і наповнення «Максимальної». З неї 50 грн ідуть на допомогу дітям-сиротам. 2022 року було заявлено про передачу сиротам 1,24 млн грн. У травні 2023 року було заявлено про передачу БФ «Зростай в родині» 139 тис. грн.

## Особливості

### Власні канали
| Назва         | Логотип | Про канал |
| ------------- | ------- | --- |
| Megogo Футбол |         | Інтерактивний спеціалізований канал від Megogo для широкої аудиторії вболівальників, присвячений виключно футболу, має 20 спеціалізованих телеканалів. Мовлення розпочав у січні 2019 року на OTT-платформі Megogo.                                                 |
| Megogo Music  |         | Канал молодіжної альтернативної музики. 2019 року співпрацював зі 118 українськими артистами, створює шоу, проводить трансляції концертів. Продюсер каналу Женя Галич, фронтмен гурту O.Torvald. 4 липня 2025 року канал змінив назву з Megogo Live на Megogo Music |
| Megogo Спорт  |         | Спортивний телеканал, який транслює футбол, бокс, єдиноборства, хокей, мотоспорт. 8 серпня 2024 року канал отримав ліцензію на мовлення в MX-7 цифрової етерної мережі DVB-T2, у серпні почав мовлення на Megogo та у MX-7.                                         |
| Megogo Гонг   |         | Спортивний телеканал, який транслює бокс, єдиноборства, хокей, мотоспорт мовить виключно в OTT-платформі Megogo |

### Інтерактивні канали
Megogo із 2015 року створює власні інтерактивні канали. Станом на початок 2020 року таких каналів понад 50. Канали формуються на базі плейлиста із наявним на сервісі контентом. Усі канали мають такий функціонал: пауза, перемотування, можливість перегляду архіву, можливість перегляду того, що лише буде в «ефірі». Канали поділені за відповідною тематикою: комедія, жахи, історія та інші. Іменуються канали літерою «М» та мовлять 24/7 у HD-якості.
У 2023-му додану нову функцію — таргетовану рекламу в ефірах каналів. Рішення дозволяє формувати персональний рекламний блок для кожного користувача ОТТ-сервісу.

### Аудіоконтент
Користувачі додатку Megogo на смартфоні мають доступ до аудіоконтенту. Напрямок зібрав аудіокнижки та подкасти, в тому числі, власного виробництва.
Влітку 2020 року аудіонапрямок Megogo Audio з'явився в автомобілях із аудіосистемою Apple CarPlay та Android Auto.

### Функціонал
Частина VOD-контенту доступна для завантаження та подальшого перегляду в додатку Megogo без підключення до інтернету. Функція також доступна для аудіо.
У 2024 році MEGOGO оновив систему рекомендацій контенту, розділивши профілі в акаунті для створення окремих кабінетів для всіх членів підписки.
Наприкінці 2024 сервіс презентував оновлений застосунок для перегляду контенту у віртуальній реальності, а також перезапустив ігри на Smart TV та мобільних платформах.
Більшість каналі на Megogo доступні в HD-якості.
Наприкінці 2019 сервіс провів першу в Україні 4К-трансляцію футболу.

## Власник
Станом на 1 серпня 2023 року у документах про структуру власності, опублікованих на сайті Megogo, було зазначено що Степан Черновецький є кінцевим бенефіціаром зареєстрованого в Україні ТОВ «Мегого», через яке компанія здійснює діяльність в Україні, і контролює його через кіпрську юрособу Senseira Trading Limited, яка в свою чергу підконтрольна Vanerarn Holdings Limited, котра підконтрольна Serviden Enterprises Limited, бенефіціаром якої він є. За словами співзасновника медіасервісу Федора Дроздовського, Степан є інвестором проєкту. Точної інформації про частки інвестицій компанія не розголошує.
21 вересня 2023 року було внесено зміни до структури власності української юрособи ТОВ «Мегого», замість кіпрської компанії Senseira Trading Limited кінцевим бенефіціаром став СЕО та засновник Megogo Володимир Боровик.

## Нотатки
1. ↑  Загальна кількість фільмів, серіалів, подкастів та шоу українською мовою станом на липень 2021 року[4][5]. А станом на вересень 2023 року 76 % усього контенту на Megogo[6].
2. ↑  Станом на березень 2020 року бібліотека безкоштовних програм налічувала 4500 фільмів і 1500 мультфільмів[7].